# Hans-Wilhelm Buchholz

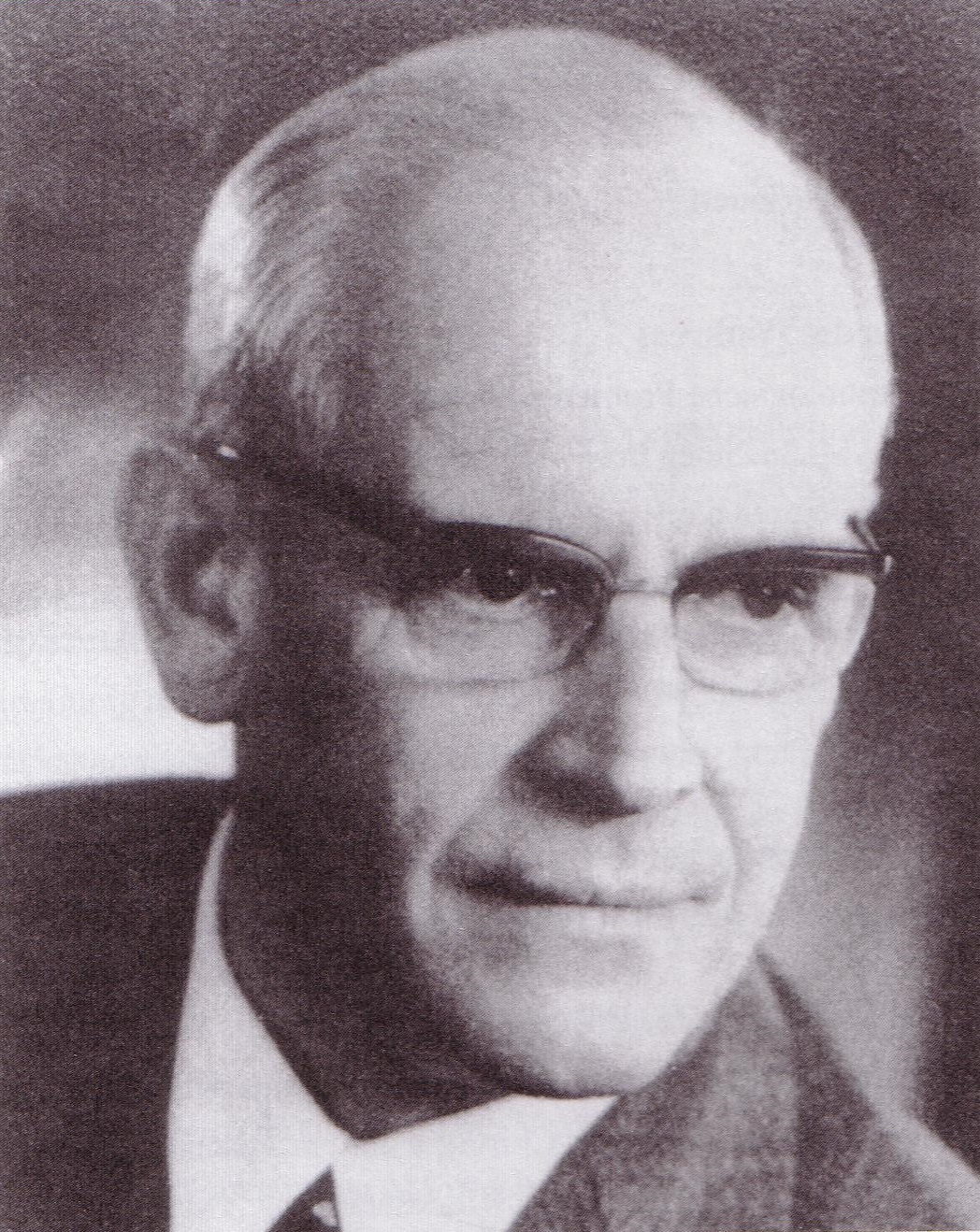
Hans-Wilhelm Buchholz (etwa um 1970)

Hans-Wilhelm Buchholz (* 4. Dezember 1910 in Glogau; † 24. März 2002 in Hamburg) war ein deutscher Chirurg. 1975 gründete er die ENDO-Klinik Hamburg, eine Spezialklinik für Gelenkersatz.

## Leben
Buchholz studierte Medizin an der Universität Jena, der Albertus-Universität Königsberg, der Westfälischen Wilhelms-Universität Münster, der Friedrich-Wilhelms-Universität Berlin und der Medizinischen Akademie Düsseldorf, an der er das Staatsexamen ablegte.
Er bildete sich in Innerer Medizin und Radiologie weiter und war sechs Jahre als Truppenarzt bei der Wehrmacht. 1946 kam er als Assistenzarzt in der Abteilung Chirurgie ins Hamburger Krankenhaus Heidberg. 1952 wurde er zum Chefarzt der II. Chirurgischen Abteilung des Allgemeinen Krankenhauses St. Georg berufen. Buchholz förderte den Einsatz der rückenmarksnahen Leitungsanästhesie und eröffnete in diesem Krankenhaus die erste Abteilung für Anästhesiologie in Hamburg. Den Aufbau der Unfallchirurgie in Hamburg hat Buchholz ganz wesentlich beeinflusst, das AO-Verfahren (Arbeitsgemeinschaft Osteosynthese) wurde von ihm in Hamburg eingeführt. Seine richtungweisende Tätigkeit auf diesem Gebiet führte ihn über die Probleme der Behandlung von medialen Schenkelhalsfrakturen zur Gelenkendoprothetik. Anfang der 60er Jahre entwickelte Buchholz nach Kontakt mit John Charnley die erste totale Hüftgelenksendoprothese in Deutschland. Sehr bald erkannte er die Notwendigkeit einer Kniegelenksendoprothese, die unter seiner Leitung von seinem Oberarzt Eckart Engelbrecht entwickelt wurde. Es folgten weitere künstliche Gelenke wie das künstliche Schultergelenk, das künstliche Ellen- sowie das obere Sprunggelenk. Buchholz erkannte sehr frühzeitig die große Bedeutung des künstlichen Gelenkersatzes in der Medizin, insbesondere, nachdem die wesentlichen Materialprobleme der Pfanne und des Prothesenschaftes sowie des Knochenzementes gelöst waren.
Ende der 1960er Jahre mischte er dem Knochenzement spezielle Antibiotika bei und verringerte so die Infektionsgefahr bei der Endoprothesenoperation. Dies war von großer Bedeutung für die Behandlung von Protheseninfektionen, Buchholz beschrieb diese Methode als Erster.

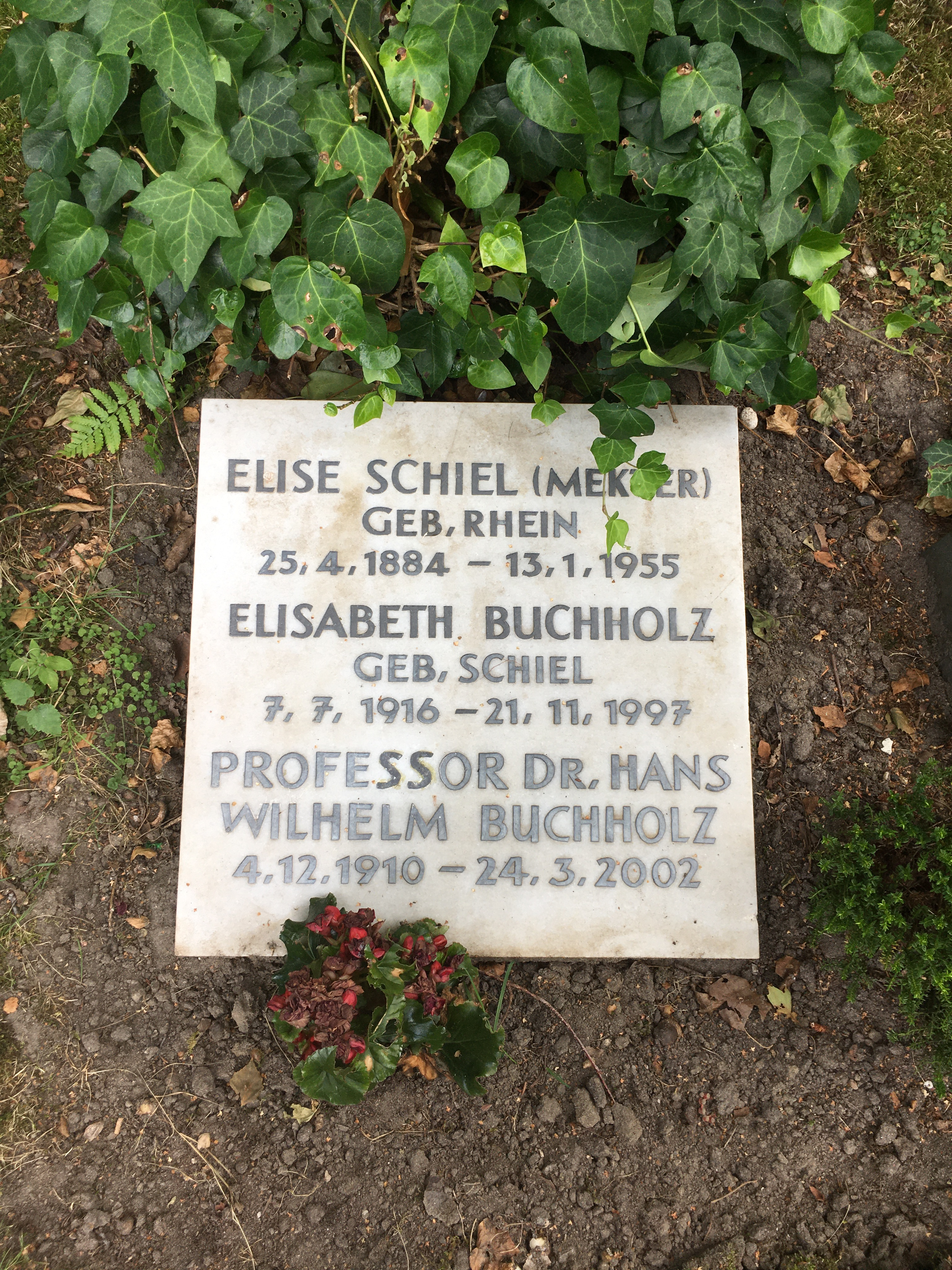
Grabstätte auf dem Friedhof Ohlsdorf

Er gilt somit als der Pionier der Gelenkersatzchirurgie in Deutschland. 1971 verlieh ihm der Hamburger Senat den Professorentitel. 1975 erhielt er den medizinischen Ehrendoktortitel der Universität Hamburg. Über viele Jahre leitete Buchholz die Sitzungen der Hamburger Gesellschaft für Unfallheilkunde. 1976 war er Vorsitzender der 118. Tagung der Vereinigung Nordwestdeutscher Chirurgen in Hamburg.
1975 wurde Buchholz pensioniert und gründete noch im selben Jahr die ENDO-Klinik in Hamburg. Sie bestand aus einer Akutklinik in Hamburg-Altona und einer Rehabilitations-Abteilung in Wintermoor am Nordwestrand der Lüneburger Heide. Dort wurden die septischen Endoprothesen operiert. Fast 20 Jahre leitete Buchholz die ENDO-Klinik und war ebenso lange Vorsitzender des gemeinnützigen Vereins Endoklinik.
Mehr als 100 wissenschaftliche Veröffentlichungen und eine weitaus größere Zahl von Vorträgen spiegeln das große Engagement und die Schaffenskraft von Hans-Wilhelm Buchholz wider. Auch seine Knieendoprothesen haben sich bewährt.
Hans-Wilhelm Buchholz wurde auf dem Hamburger Friedhof Ohlsdorf beigesetzt im Planquadrat Bg 63 beim Eingang Seehof.
Seine Enkelin ist die Linken-Politikerin Christine Buchholz.